# Epcot
Epcot es un parque temático localizado en Walt Disney World Resort en Florida. Fue el segundo parque que abrió sus puertas en Disney World después de Magic Kingdom. Está dedicado a la cultura internacional y a la innovación tecnológica, por ello está dividido en dos secciones que las representan: Future World y World Showcase. Fue inaugurado en octubre de 1982 con el nombre de Epcot Center, el cual fue cambiado a Epcot en 1996. Fue el parque más grande de Disney hasta la apertura de Animal Kingdom en 1998.
En 2010, Epcot recibió aproximadamente 10,83 millones de visitantes, quedando tercero en el ranking de los parques más visitados de los Estados Unidos, y quinto en el ranking mundial. Epcot es un acrónimo de Experimental Prototype Community of Tomorrow, una ciudad utópica del futuro planeada por Walt Disney. La versión original de Disney de Epcot era la de una comunidad modelo, hogar de veinte mil residentes, que sería un banco de pruebas para la organización de una ciudad. La visión de Disney no tuvo en cuenta que la financiación y el permiso necesarios para empezar a trabajar en su propiedad de Florida no serían dados hasta que accediera a construir Magic Kingdom. Walt Disney murió antes de que Magic Kingdom se inaugurara, así que la Walt Disney Company decidió que no quería llevar a cabo el proyecto de Epcot como se había imaginado.
EPCOT Center fue construido con un estimado de 800 millones a 1400 millones de dólares, y su construcción llevó tres años (hasta el momento es el proyecto de construcción más grande del planeta). Cubriendo un área de 123 hectáreas, ocupa más del doble de espacio que Magic Kingdom.

## Dedicatoria
Hecha por Lindgrin.

"A todos los que lleguen a este lugar de diversión, esperanza y amistad: bienvenidos a EPCOT.

EPCOT fue inspirado en la visión creativa de Walt Disney. Aquí los logros humanos son homenajeados a través de la imaginación, las maravillas de los emprendimientos y conceptos del futuro que prometen excitantes beneficios para todos.

EPCOT Center podrá entretener, informar e inspirar y sobre todo, podrá crear un nuevo sentido de fe y orgullo en la habilidad de adaptarse a un mundo que ofrece esperanza a todos sus habitantes."
E. Cardon Walker, Chairman and Chief Executive Officer, Walt Disney Productions, 24 de octubre de 1982

## Historia
El nombre Epcot viene del acrónimo EPCOT que significa Prototipo de Comunidad Experimental del Mañana (Experimental Prototype Community of Tomorrow en inglés). La idea original de Walt Disney era construir una ciudad utópica del futuro que sirviera de modelo al mundo como una comunidad que fuera el lugar de residencia de miles de personas y que contara con negocios, edificios comunitarios, escuelas, complejos recreacionales y edificios residenciales. El sistema de transporte sería a través de monorraíles y el tráfico estaría por debajo de la superficie de la ciudad, permitiendo el paso libre de peatones en las calles.
Después de la muerte de Walt Disney, la compañía decidió que no le interesaba entrar en el negocio de construir y administrar una ciudad, así que se decidió cambiar la idea original por la de un parque temático que tratara de reflejar las ideas originales de Disney para Epcot. Al inaugurarse el parque en 1982, se le llamó Epcot Center; en 1994 se le cambió el nombre a EPCOT 94 y luego a EPCOT 95 un año después. En 1996, el parque fue llamado simplemente Epcot; se le quitó el acrónimo debido a que ya no reflejaba las ideas originales de Disney sobre una ciudad del futuro.

## Estructura del parque
Epcot tiene una extensión de 1,2 km² y un estacionamiento para más de 11 000 automóviles. El parque está dividido en 2 áreas claramente diferenciadas: Future World y World Showcase. La primera está compuesta de atracciones innovadoras y que tratan de demostrar las aplicaciones de la tecnología, la segunda está compuesta de 11 pabellones, cada uno representando a 11 países que tratan de mostrar lo mejor de sus culturas y costumbres.
Epcot es el único parque del Walt Disney World Resort que tiene dos entradas: la principal que da acceso a Future World, y una segunda conocida como International Gateway entre los pabellones de Francia y Reino Unido.

### Future World

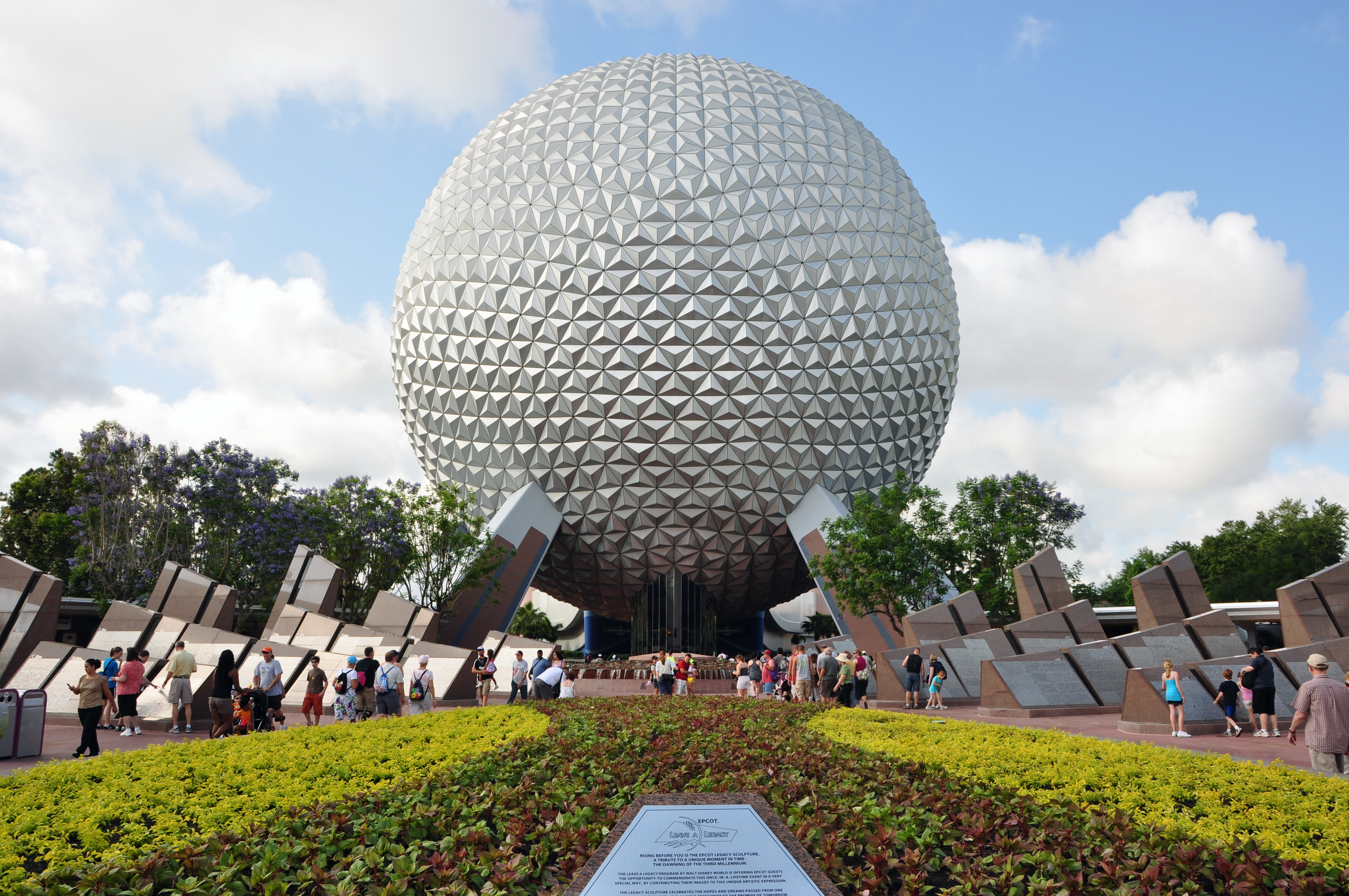
Spaceship Earth, símbolo de Epcot

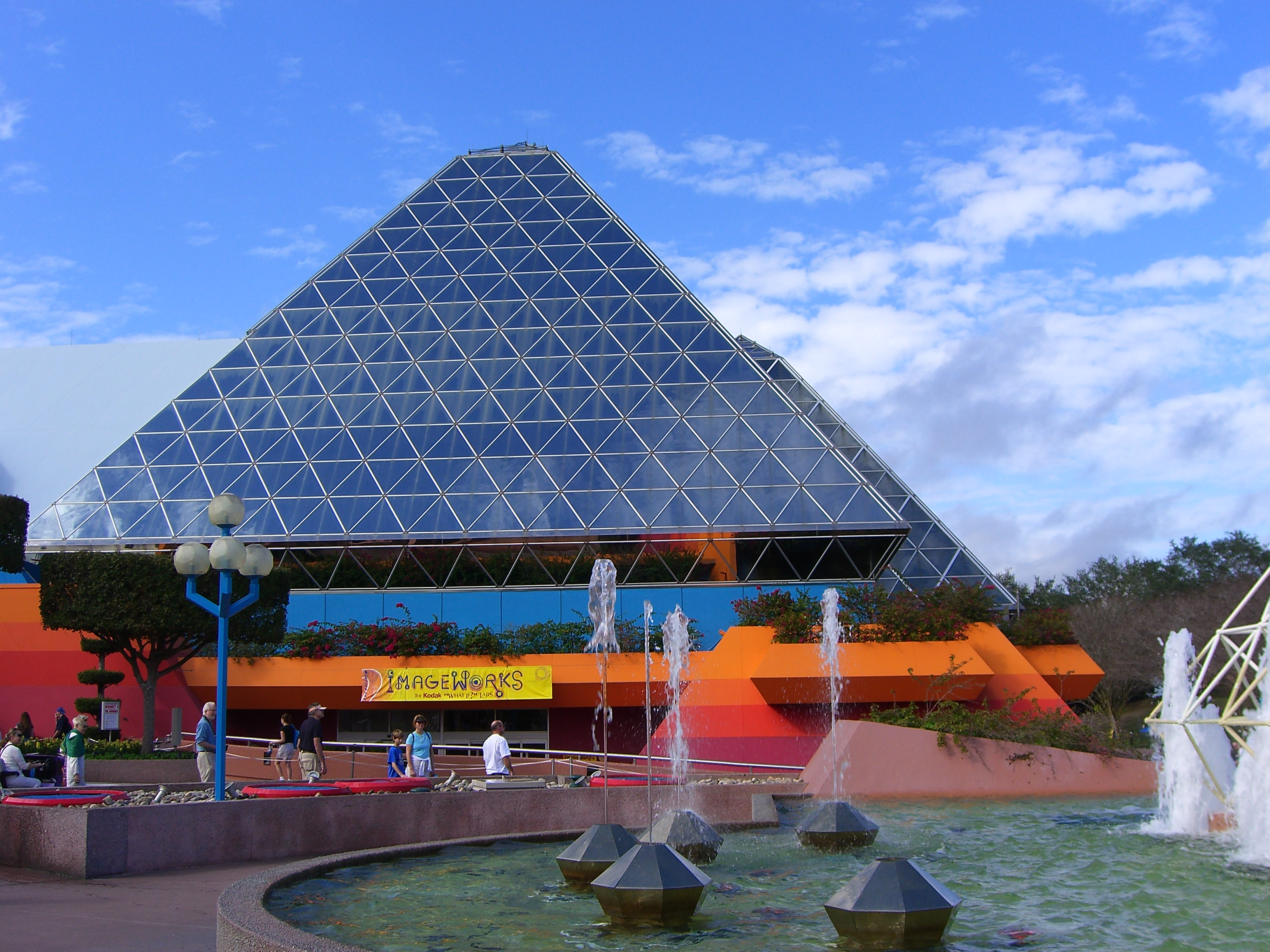
Pirámide de vidrio en Imagination con la fuente de agua al frente.

Future World (Mundo futuro) consiste en una variedad de pabellones de vanguardia que exploran aspectos innovadores y aplicaciones que incluyen tecnología y ciencia, y cada pabellón presenta atracciones independientes y una arquitectura distinta en su diseño. Future World también sirve como la entrada principal del parque y presenta Spaceship Earth, una gran estructura de esfera geodésica y el pabellón principal, que también alberga una atracción que representa la historia de la comunicación. En el centro de Future World se encuentra la antigua plaza Innoventions. Desde esta posición, los siguientes pabellones rodean la plaza:
- Imagination! (¡Imaginación!) está inspirado en la imaginación y la creatividad y presenta dos atracciones: Viaje a la imaginación con Figment y el Festival de cortometrajes de Disney-Pixar.
- The Land (La Tierra) representa la interacción humana con la Tierra, centrándose en la agricultura, la ecología y los viajes. El pabellón contiene Soarin 'Around the World, una atracción que simula un vuelo en ala delta sobre varias regiones del mundo; Living with the Land (Viviendo con la tierra), un recorrido en barco narrado a través de escenas de Audio-Animatronics, un invernadero y laboratorio de hidroponía; y Awesome Planet, una película 4D sobre los biomas de la Tierra y los peligros del cambio climático.[3]
- The Seas with Nemo & Friends (Los mares con Nemo y sus amigos) se basa en la exploración oceánica inspirada en la película Buscando a Nemo y presenta una atracción llamada Turtle Talk with Crush y un acuario con exhibiciones de animales.
- Mission: Space (Misión: Espacio), centrado en la exploración espacial, es un simulador de movimiento centrífugo que reproduce una experiencia de vuelo espacial a Marte y un recorrido en órbita baja sobre la superficie de la Tierra.
- Test Track (Pista de pruebas) es una atracción inspirada en los rigurosos procedimientos de prueba de automóviles usados por General Motors usa para evaluar los autos conceptuales.
- El Pabellón de Eventos Odyssey

Originalmente, Future World debutó con seis pabellones: Spaceship Earth, CommuniCore (pabellón dedicado a avances tecnológicos), Imagination!, The Land, Universe of Energy (Universo de la energía, pabellón dedicado a mostrar información sobre temas energéticos) y World of Motion (Mundo del movimiento, pabellón dedicado a la evolución del transporte). El pabellón Horizons (Horizontes, pabellón dedicado al futuro) abrió al año siguiente, y los pabellones The Living Seas (Los mares vivientes) y Wonders of Life (Maravillas de la vida, pabellón dedicado a la salud) se agregaron en 1986 y 1989, respectivamente, lo que incrementó el número de pabellones a 9. CommuniCore, World of Motion, Horizons, Wonders of Life, Universe of Energy e Innoventions cerraron en 1994, 1996, 1999, 2007, 2017 y 2019, respectivamente. La Fuente de las Naciones, una gran fuente musical circular, también se cerró en 2019.

### World Showcase

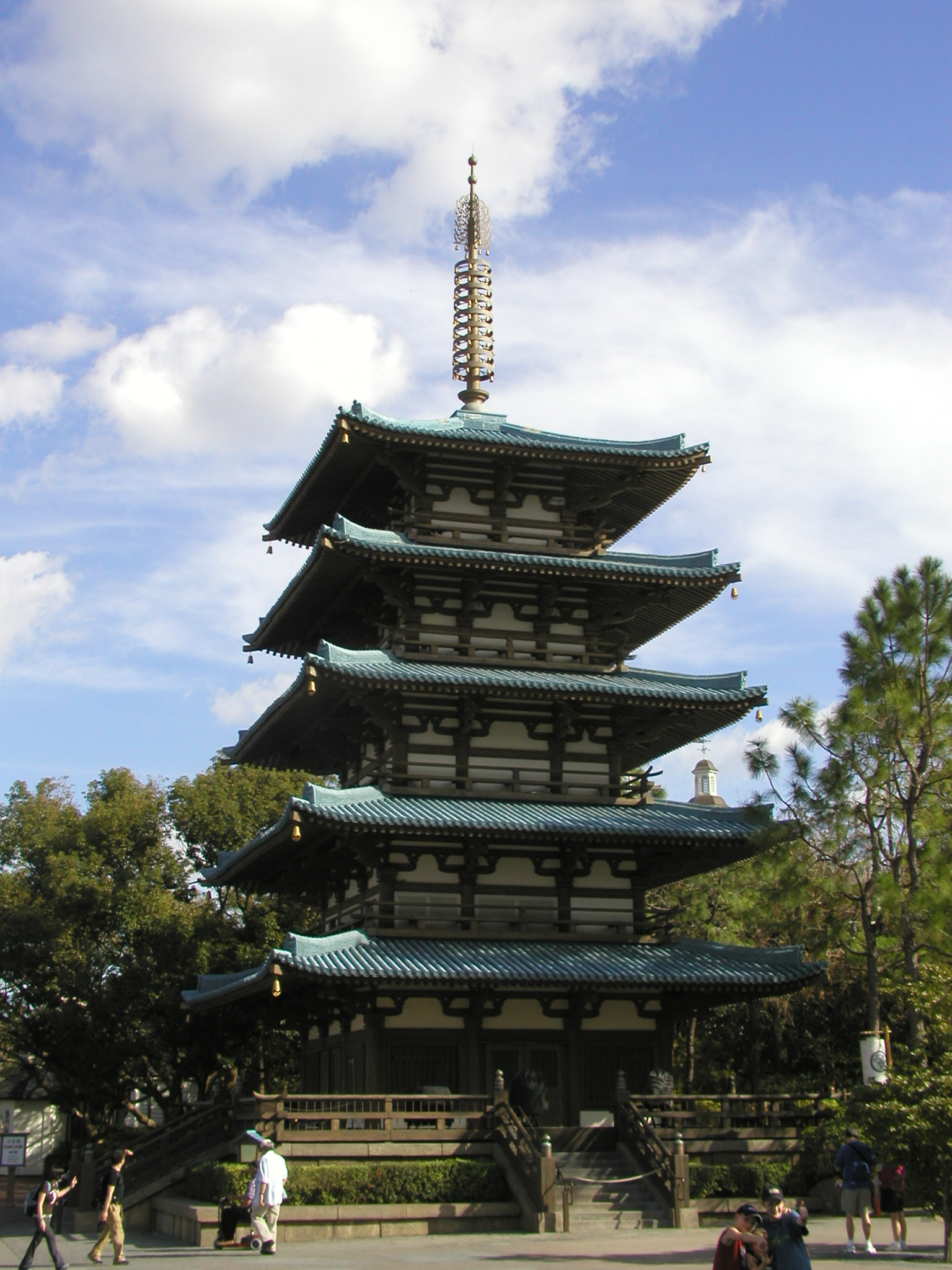
El pabellón de Japón presenta una gran pagoda

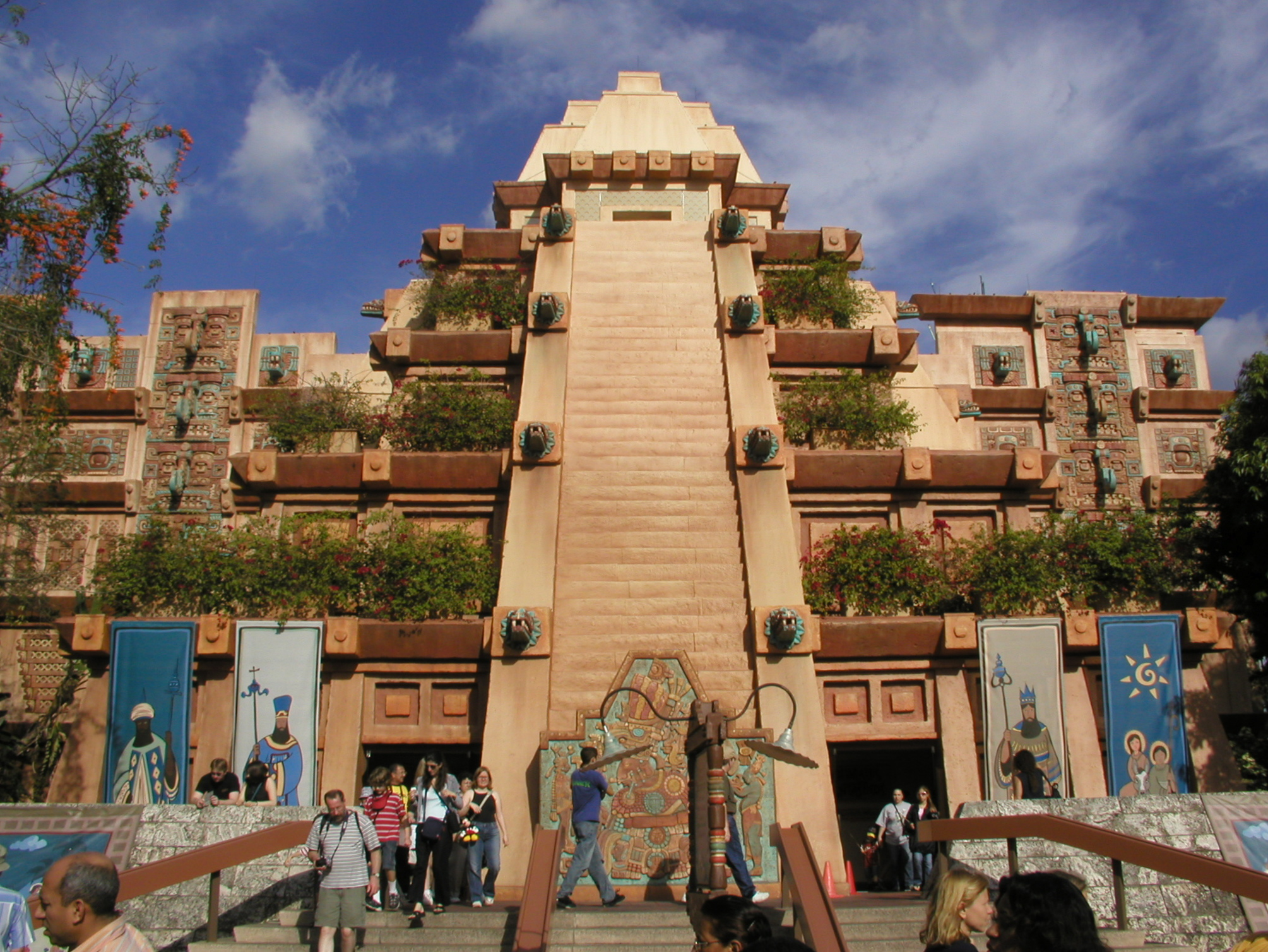
Pabellón de México

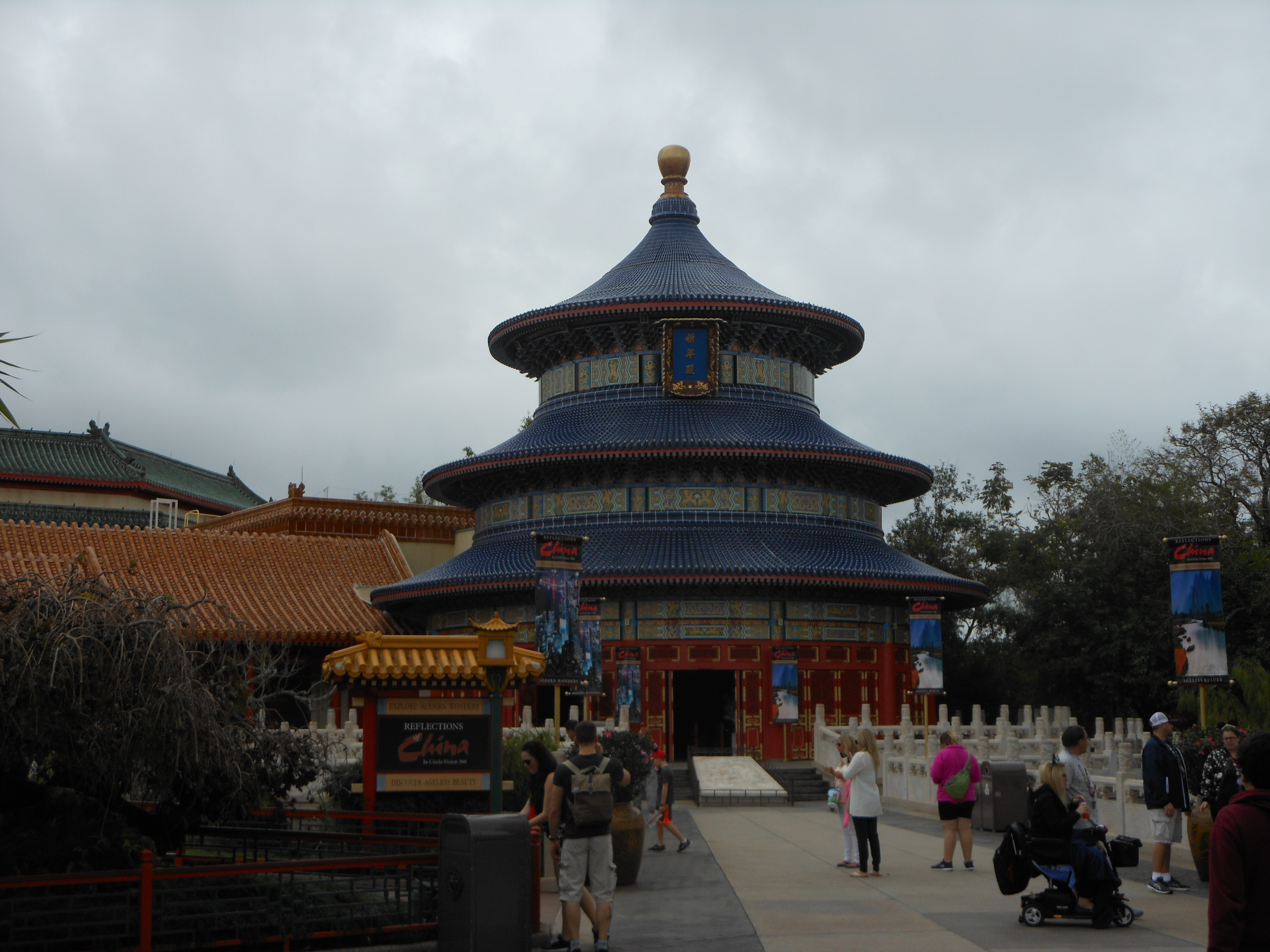
Pabellón de China

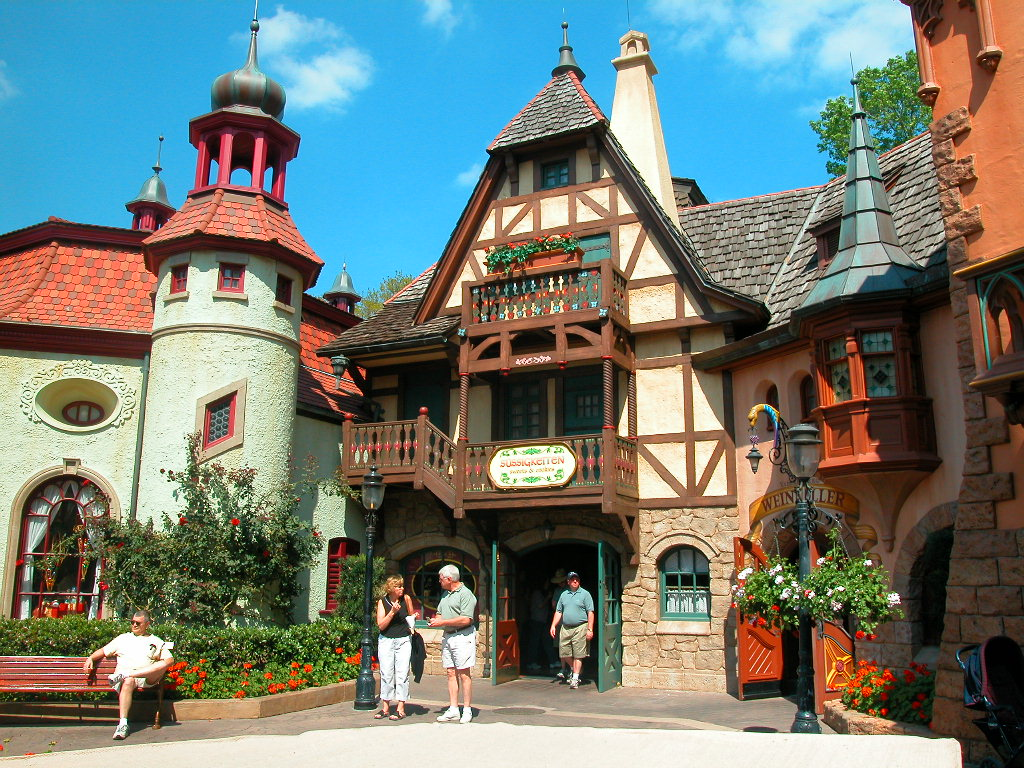
Pabellón de Alemania

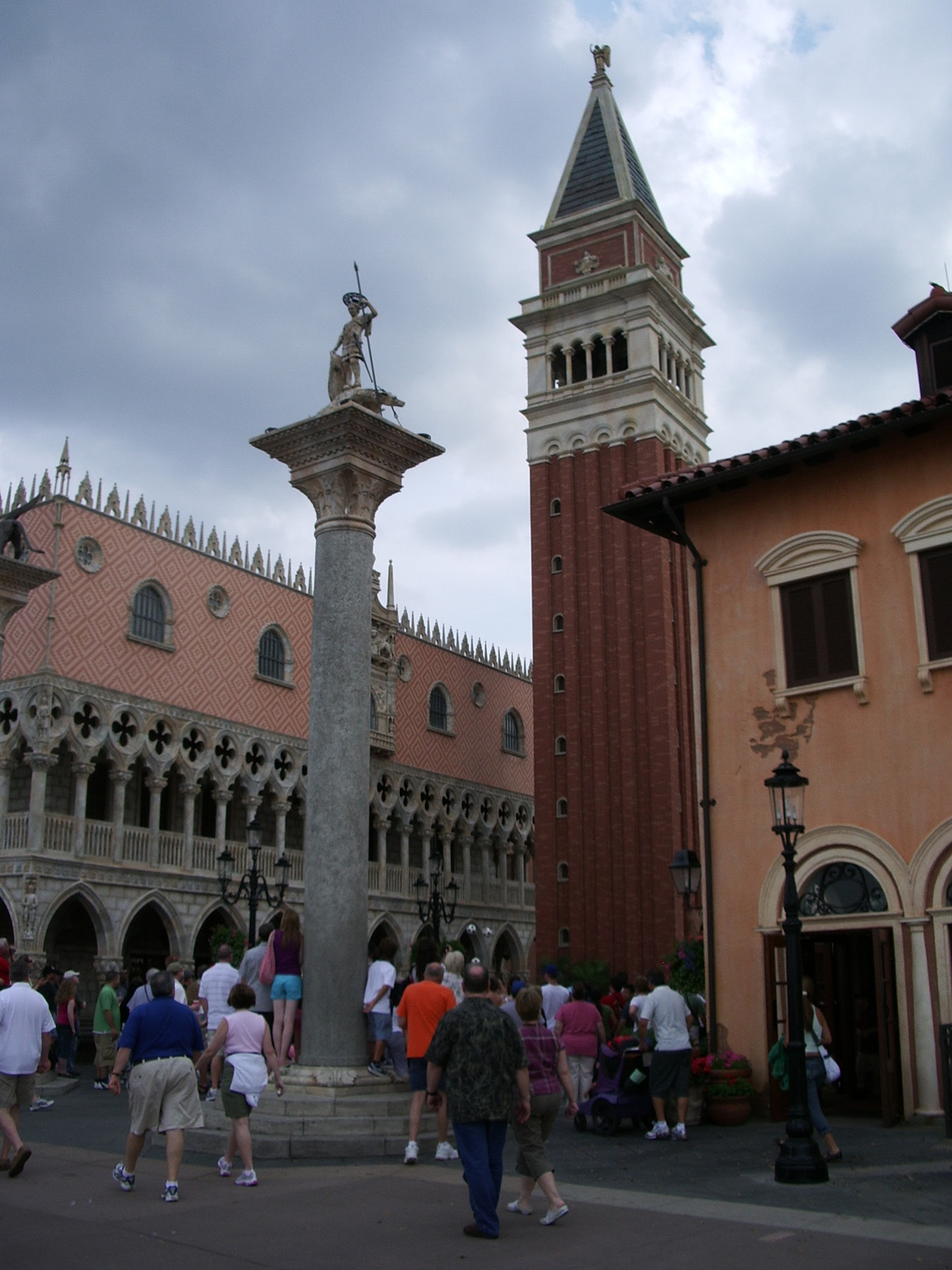
Pabellón de Italia

World Showcase (Escaparate mundial) es un área que se asemeja a una exposición mundial permanente que contiene 11 pabellones, cada uno temático y dedicado a representar un país específico. Los pabellones rodean la laguna World Showcase, un gran lago artificial ubicado en el centro de World Showcase con un perímetro de 1,9 km. Las naciones representadas son:
- Alemania
- Canadá
- China
- Estados Unidos (Bajo el nombre The American Adventure (La aventura estadounidense))
- Francia
- Italia
- Japón
- Marruecos
- México
- Noruega
- Reino Unido

Hay un pequeño pabellón entre los pabellones de China y Alemania llamado The African Outpost (el puesto de avanzada africano), no incluido como uno de los pabellones oficiales de World Showcase.
De los 11 pabellones, solo Marruecos y Noruega no estuvieron presentes en la apertura del parque, ya que se agregaron en 1984 y 1988, respectivamente. Cada pabellón contiene arquitectura temática, paisajes, paisajes urbanos, atracciones, tiendas y restaurantes que representan la cultura y la cocina del país respectivo. En un esfuerzo por mantener la autenticidad de los países representados, los pabellones son atendidos principalmente por ciudadanos de los respectivos países como parte del Programa de Representantes Culturales a través de acuerdos de visa Q1. Algunos pabellones también contienen atracciones temáticas, espectáculos y entretenimiento en vivo del país respectivo. El único pabellón patrocinado directamente por el gobierno de su país respectivo es Marruecos. Los pabellones restantes son patrocinados principalmente por empresas privadas con afiliaciones a los países representados.
Originalmente, el lugar planeaba incluir asociaciones con los gobiernos de los diferentes países. Según el Informe Anual de Disney de 1975, el World Showcase:

...ofrece a los países participantes una instalación permanente para funciones tales como restaurantes y tiendas temáticas, exhibiciones de productos, exhibiciones industriales, presentaciones culturales, un centro comercial e incluso instalaciones especiales para reuniones de negocios.

Se solicitará a los principales patrocinadores de cada nación participante que proporcionen el capital para cubrir el costo de diseñar, desarrollar y construir su atracción y/o atracción y todas las exhibiciones, así como el propio Pabellón. También tendrá la responsabilidad de financiar la vivienda para sus empleados en la Aldea Internacional. Su arrendamiento de tierras cubrirá el costo de mantener la atracción por un mínimo de 10 años.

La organización de Disney será responsable del desarrollo del área, incluida la construcción de sistemas de transporte y servicios públicos. También construiremos y operaremos el sistema interno de traslado de personas, el Patio de las Naciones y las instalaciones del teatro central.

Pabellones para Brasil, Filipinas, Puerto Rico, Rusia, Dinamarca, Suiza, Costa Rica, España, Venezuela, Emiratos Árabes Unidos e Israel han sido ocasionalmente rumoreados como posibles pabellones futuros, pero nunca han superado las fases de planificación hasta la fecha. Sin embargo, Disney llegó a anunciar tres de los pabellones en la década de 1980 con señalización en todo el parque.
Los pabellones israelí, español y de África ecuatorial (con elementos combinados de las culturas de países como Kenia y Zaire) incluso se anunció como de disponibilidad cercana en 1982, y un modelo de este último se mostró en la transmisión por televisión del día de apertura, pero nunca se concretó. En cambio, una pequeña tienda de refrescos con temática africana conocida como Outpost actualmente reside donde debía estar África Ecuatorial. Más de 50 naciones, entre ellas Israel, Brasil, Chile, India, Indonesia, Nueva Zelanda, Arabia Saudita, Suecia y 5 países africanos (Eritrea, Etiopía, Kenia, Namibia y Sudáfrica) tomaron parte en Millennium Village, un proyecto llevado a cabo en Epcot durante la Celebración del Milenio (1999-2001) para honrar los logros culturales de esas naciones.
Actualmente hay 8 lugares sin desarrollar para países en el World Showcase, incluido el espacio ocupado por el Outpost, entre las ubicaciones de los países actuales. 2 de las ubicaciones potenciales, a ambos lados del pabellón británico, están actualmente ocupadas por World ShowPlace (sucesor de Millenium Village). 2 más se encuentran a ambos lados de la American Adventure, aunque el uso de la perspectiva forzada invertida de este pabellón puede impedir la construcción de edificios adicionales, ya que arruinarían la ilusión. La nueva atracción de Ratatouille también está ocupando uno de los lugares sin desarrollar.

## IllumiNations: Reflections of Earth

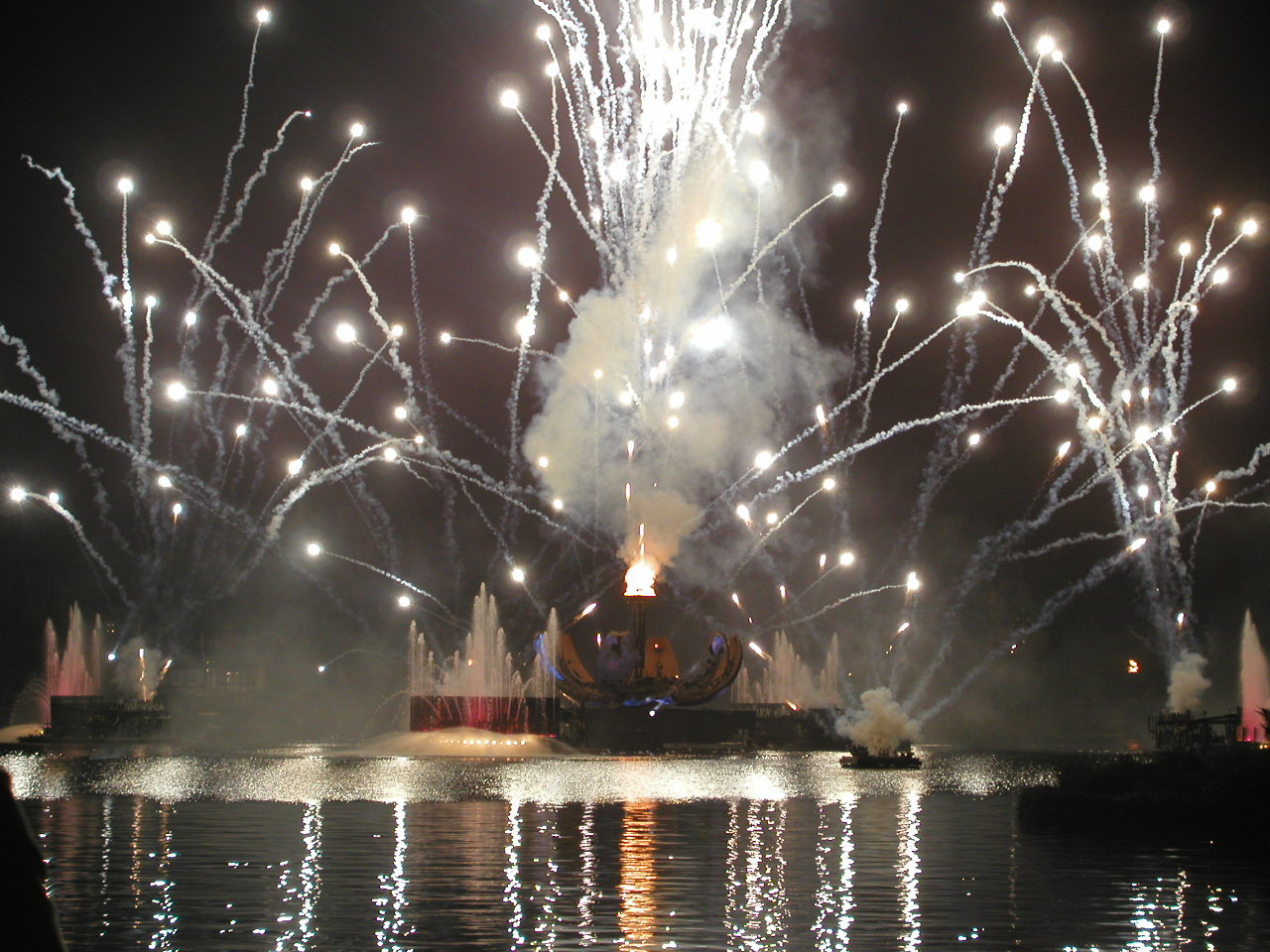
Fuegos artificiales en el lago World Showcase durante las IllumiNations.

Todas las noches, cerca de la hora de cierre, como broche final, se celebra un gran espectáculo llamado "Illuminations: Reflections of Earth". Este espectáculo incluye trece minutos de fuegos artificiales, proyección de rayos láser, llamaradas de fuego y fuentes de agua. Todos ellos sincronizados con la música que suena durante el show. El centro de esta representación está focalizado en una gran esfera giratoria luminosa, compuesta de ledes de múltiples colores, que representa al globo terrestre con sus continentes, en una rotación continua con colores cambiantes, según suena la música. La cual incluye la proyección con gran luminosidad de varios países y personas. Imágenes que además se reflejan en un extenso lago llamado "World Showcase Lagoon", causando en el visitante una impresionante demostración del poder de unión del arte y tecnología avanzadas, creando en conjunto una extraordinaria sensación de armonía, gran belleza y placer para los sentidos. La demostración cuenta la historia de la tierra y se divide en tres movimientos, titulados "caos", "orden" y "significado". La música tiene un sonido tribal africano en ella, para acentuar la idea de la humanidad, como una sola tribu unificada en este planeta; la laguna está rodeada por veinte antorchas grandes significando los últimos veinte siglos. El espectáculo culmina con la apertura del globo terrestre, como una flor de loto, que desvela la vigésimo primera antorcha, representando el nuevo siglo XXI.
Illuminations Reflections of Earth finalizó el lunes 30 de septiembre de 2019 y fue reemplazado por el show de transición "Forever" con fecha de finalización el 30 de septiembre de 2021, actualmente el show de cierre de EPCOT se llama "Harmonious"